# 热蒙迪
热蒙迪是葡萄牙波尔图区的一个堂区。总面积5.37平方公里，总人口4765人，人口密度887.3人/平方公里。